# 14 december
14 december är den 348:e dagen på året i den gregorianska kalendern (349:e under skottår). Det återstår 17 dagar av året.

## Namnsdagar

### I den svenska almanackan
- Nuvarande – Sten och Sixten
- Föregående i bokstavsordning
  - Isidorus – Namnet fanns, till minne av biskopen Isidorus av Sevilla (560–636), på dagens datum före 1901, då det utgick.
  - Sixten – Namnet infördes 1901 på 6 augusti och fanns där fram till 2001, då det flyttades till dagens datum.
  - Sten – Namnet infördes 1773 på 28 november. 1901 flyttades det till dagens datum, till minne av att den svenske riksföreståndaren Sten Sture den äldre dog denna dag 1503, och har funnits där sedan dess.
  - Stig – Namnet infördes 1986 på 13 september, men flyttades 1993 till dagens datum och 2001 till 17 december.
  - Stina – Namnet infördes på dagens datum 1986, men flyttades 1993 till 24 juli och utgick 2001.
  - Sture – Namnet infördes på dagens datum 1986, men flyttades 1993 till 13 september, där det har funnits sedan dess.
- Föregående i kronologisk ordning
  - Före 1901 – Isidorus
  - 1901–1985 – Sten
  - 1986–1992 – Sten, Stina och Sture
  - 1993–2000 – Sten och Stig
  - Från 2001 – Sten och Sixten
- Källor
  - Brylla, Eva (red.). Namnlängdsboken. Gjøvik: Norstedts ordbok, 2000 ISBN 91-7227-204-X
  - af Klintberg, Bengt. Namnen i almanackan. Gjøvik: Norstedts ordbok, 2001 ISBN 91-7227-292-9

### Finlandssvenska almanackan
- Nuvarande från 2010[1] – Ove, Sverker
- I föregående revideringar[a][2]
  - 1929–2009 – Ove

## Händelser
- 867 – Sedan Nicolaus I har avlidit den 13 november väljs Hadrianus II till påve.
- 872 – Sedan Hadrianus II har avlidit tidigare samma dag (på femårsdagen av sitt tillträde) väljs Johannes VIII till påve.
- 1542 – När den skotske kungen Jakob V dör  blir hans sex dagar gamla dotter Maria I regerande drottning av Skottland, vilket hon förblir i 25 år, innan hon 1567 tvingas abdikera.
- 1697 – Karl XII kröns till Sveriges kung.
- 1819 – Alabama blir den 22:a delstaten i USA.[3]
- 1900 – Den tyske fysikern Max Planck offentliggör kvantteorin. Det sägs vara den moderna fysikens födelsedag.
- 1911 – Första expeditionen når Sydpolen, ledd av Roald Amundsen.
- 1946 – FN:s generalförsamling röstar igenom att dess huvudkontor skall ligga i New York.
- 1962 – NASAs Mariner 2 flyger som första rymdfarkost förbi planeten Venus.
- 1969 – Monty Pythons Död papegoja-sketch visas för första gången.
- 1977 – Saturday Night Fever har premiär och populariserar John Travolta och Bee Gees.
- 1981 – Israel annekterar Golanhöjderna.
- 1982 – Ingemar Stenmark vinner den alpina världscuptävlingen i slalom i Courmayeur, Italien.
- 1995 – Bosnienkrigets slut
- 2012 – Massakern i Newtown där 28 människor mister livet varav 20 barn.

## Födda
- 1363 – Johannes Gerson, fransk teolog, mystiker, politiker och författare.
- 1503 – Nostradamus, fransk astrolog och matematiker.
- 1546 – Tycho Brahe, dansk astronom.
- 1684 – Samuel Åkerhielm den yngre, riksråd, riksmarskalk.
- 1687 – Gabriel Gyllengrip, svensk friherre och ämbetsman, landshövding i Västerbotten.
- 1727 – François-Hubert Drouais, fransk konstnär.
- 1783 – David Barton, amerikansk politiker, senator (Missouri) 1821–1831.
- 1791 – Johan Ludvig Heiberg, dansk diktare dramaturg och kritiker.
- 1805 – James Pearce, amerikansk politiker, senator (Maryland) 1843–1862.
- 1822 – Anders Larsson i Bränninge, svensk godsägare, kronofjärdingsman och politiker.
- 1824 – Pierre Puvis de Chavannes, fransk målare inom symbolismen.
- 1837 – Albrecht Schrauf, österrikisk mineralog.
- 1853
  - Errico Malatesta, italiensk anarkist och revolutionär.
  - William Henry Thompson, amerikansk demokratisk politiker och jurist, senator (Nebraska) 1933–1934.
- 1866 – Roger Fry, brittisk konstnär och konstkritiker.
- 1870
  - Dirk Jan de Geer, konservativ nederländsk politiker, premiärminister 1926–1929 och 1939–1940.
  - Karl Renner, politiker och förbundspresident i Österrike 1945–1950.
- 1882 – Jullan Jonsson, svensk skådespelare.
- 1884 – Eira Hellberg, svensk författare.
- 1887 – Otto Schniewind, tysk sjömilitär, generalamiral 1944.
- 1893 – Carl Winther, svensk sångare (förste tenor).
- 1895
  - Paul Éluard, fransk poet.
  - Georg VI, kung av Storbritannien 1936–1952 och av Irland 1936–1949.
- 1896 – Jimmy Doolittle amerikansk general under andra världskriget.
- 1897
  - Kurt Schuschnigg, österrikisk förbundskansler från 1934 fram till Anschluss 1938.
  - Margaret Chase Smith, amerikansk republikansk politiker, senator (Maine) 1949–1973.
- 1898 – Irma Björck, svensk operasångare.
- 1900 – Juan D'Arienzo, kallad "El rey del compás", Argentinas främste tangoorkesterledare.
- 1901 – Paul I, kung av Grekland 1947–1964.
- 1909 – Edward Lawrie Tatum, amerikansk genetiker, mottagare av Nobelpriset i fysiologi eller medicin 1958.
- 1911 – Spike Jones, amerikansk musiker.
- 1913 – Anna Ladegaard, dansk författare.
- 1914 – Karl Carstens, tysk politiker, Västtysklands förbundspresident 1979–1984.
- 1915 – Åke Senning, svensk kirurg.
- 1916 – Axel Jansson, svensk politiker (vänsterpartist) och redaktör.
- 1917
  - Tove Ditlevsen, dansk poet och författare.
  - C.-H. Hermansson, svensk kommunistisk politiker och författare, ledare för Sveriges kommunistiska parti/vänsterpartiet kommunisterna 1964–1975.
- 1919
  - Shirley Jackson, amerikansk författare av skräckromaner.
  - Carl Persson (jurist), rikspolischef, landshövding.
- 1922 – Nikolaj G. Basov, sovjetisk fysiker, mottagare av Nobelpriset i fysik 1964.
- 1924 – Raj Kapoor, indisk skådespelare.
- 1935 – Lee Remick, amerikansk skådespelare.
- 1937 – Anita Lindblom, svensk sångare och skådespelare.
- 1938
  - Leonardo Boff, befrielseteolog.
  - Janette Scott, brittisk skådespelare.
- 1942 – Erik Norberg, svensk historiker, riksarkivarie 1991–2003.
- 1946
  - Patty Duke, amerikansk skådespelare.
  - Sanjay Gandhi, indisk politiker, son till Indira Gandhi.
  - Peter Lorimer, brittisk fotbollsspelare.
  - Stan Smith, amerikansk tennisspelare.
- 1948 – Marianne Fritz, svensk författare.
- 1949 – Slavko Dokmanović, kroatienserbisk politiker.
- 1950 – Vicki Michelle, brittisk skådespelare.
- 1953 – Mikael Odenberg, svensk moderat riksdagsledamot 1991–2007 och försvarsminister 2006–2007.
- 1961
  - Fredrik Dolk, svensk skådespelare.
  - Peter Sundström, ishockeyspelare, VM-guld och kopia av Svenska Dagbladets guldmedalj 1987.
- 1962 – Yvonne Ryding, svensk fotomodell.
- 1963 – Cynthia Gibb, amerikansk skådespelare.
- 1966
  - Tim Sköld, svensk musiker.
  - Helle Thorning-Schmidt, dansk politiker, partiledare för Socialdemokraterne 2005–2015, statsminister 2011–2015.
- 1979
  - Michael Owen, brittisk fotbollsspelare.
  - Sophie Monk, australisk sångare och skådespelare.
- 1981 – Liam Lawrence, engelsk fotbollsspelare.
- 1984 – Alina Vacariu, rumänsk fotomodell.
- 1988 – Vanessa Hudgens, amerikansk sångare och skådespelare.
- 1989 – Lee Jin-ki, sydkoreansk sångare, medlem i pojkbandet Shinee.
- 1994 – Hayley Scamurra, amerikansk ishockeyspelare.

## Avlidna
- 872 – Hadrianus II, påve sedan 867.
- 1124 – Calixtus II, född Guy av Vienne, påve sedan 1119.
- 1136 – Harald Gille, kung av Norge sedan 1130 (mördad i Bergen).
- 1460 – Guarino da Verona, italiensk lärd.
- 1503 – Sten Sture den äldre, svensk riksföreståndare 1470–1497 och sedan 1501 (död i Jönköping).
- 1542 – Jakob V, kung av Skottland sedan 1513.
- 1591 – Johannes av Korset, spansk mystiker och helgon.
- 1765 – Axel Erik Roos, generallöjtnant, landshövding i Älvsborgs län.
- 1774 – Anders Berch, svensk nationalekonom, Nordens första professor i nationalekonomi, skrev Sveriges första lärobok i ekonomi.
- 1788
  - Carl Philipp Emanuel Bach, tysk tonsättare.
  - Karl III, kung av Spanien sedan 1759.
- 1799 – George Washington, amerikansk militär och statsman, USA:s president 1789–1797.
- 1860 – George Hamilton-Gordon, 4:e earl av Aberdeen, 76, brittisk politiker, premiärminister 1852-1855 (född 1784)
- 1861 – Albert av Sachsen-Coburg-Gotha, brittisk prinsgemål sedan 1840 (gift med drottning Viktoria)
- 1865 – William A. Barstow, amerikansk demokratisk politiker och general, guvernör i Wisconsin 1854–1856.
- 1868 – Walter Lowrie, skotsk-amerikansk politiker.
- 1869 – Pietro Tenerani, italiensk skulptör.
- 1873 – Louis Agassiz, schweizisk-amerikansk zoolog och geolog.
- 1881 – Decimus Burton, brittisk arkitekt.
- 1885 – Sir Arthur Purves Phayre, brittisk koloniadministrator och militär.
- 1928 – Theodore Roberts, amerikansk skådespelare.
- 1940 – Anton Korošec, slovensk politiker.
- 1947 – Stanley Baldwin, brittisk politiker, premiärminister 1923–1924, 1924–1929 och 1935–1937.
- 1954 – Fred R. Zimmerman, amerikansk politiker, guvernör i Wisconsin 1927–1929.
- 1956 – Juho Kusti Paasikivi, finländsk politiker, ambassadör, president 1946–1956.
- 1963 – Dinah Washington, amerikansk sångare och artist.
- 1969 – Felix Hébert, amerikansk republikansk politiker, senator (Rhode Island) 1929–1935.
- 1970 – Håkan Jahnberg, svensk skådespelare.
- 1974 – Karin Branzell, svensk operasångare.
- 1981 – Karl Jonsson, svensk kamrer, inspicient, ateljékamrer vid Svensk Filmindustri.
- 1984 – Vicente Aleixandre, spansk författare, mottagare av Nobelpriset i litteratur 1977.
- 1985 – Roger Maris, amerikansk basebollspelare.
- 1989 – Andrej Sacharov, sovjetrysk kärnfysiker och medborgarrättskämpe, mottagare av Nobels fredspris 1975.
- 1993 – Myrna Loy, amerikansk skådespelare.
- 2001 – W.G. Sebald, tysk författare.
- 2003 – Jeanne Crain, amerikansk skådespelare.
- 2006
  - Åke Eklöf, 61, svensk ishockeyspelare och ordförande i Modo Hockey.
  - Ahmet Ertegün, 83, turkisk-amerikansk skivbolagsdirektör och producent, grundare av Atlantic Records.
  - Sivuca, 76, brasiliansk musiker och kompositör.
- 2008 – Bill Larsson, 31, svensk poet.
- 2011
  - Joe Simon, 98, amerikansk serieförfattare och tecknare, Captain America.
  - Billie Jo Spears, 74, amerikansk countrysångerska.
- 2012 – Peter Norlin, svensk segelbåtskonstruktör.
- 2013 – Peter O'Toole, irländsk-brittisk skådespelare.
- 2017 – Karl-Erik Nilsson (brottare), OS-guld 1948, OS-brons 1952 och 1956.
- 2019 – Anna Karina, dansk-fransk fotomodell och skådespelare.

### Fotnoter
1. ↑  ”Universitetets namnsdagsalmanacka - Universitetets almanacksbyrå”. almanakka.helsinki.fi. Helsingfors universitet. https://almanakka.helsinki.fi/sv/kalender-2025/. Läst 22 februari 2025.
2. ↑  ”Namnsdagsrevideringar - Universitetets almanacksbyrå”. almanakka.helsinki.fi. Helsingfors universitet. https://almanakka.helsinki.fi/sv/namnsdagar/namnsdagsrevideringar.html. Läst 3 oktober 2020.
3. ↑  ”Alabama” (på engelska). World Statesmen. http://www.worldstatesmen.org/US_states_A-D.html#Alabama. Läst 9 november 2012.